# Araucariomycetaceae
De Araucariomycetaceae zijn een monotypische familie van roestschimmels in de orde Pucciniales. Het bevat alleen het geslacht Araucariomyces.